# Alejandro Armesto
Alejandro Armesto, né en 1926 et mort le 22 février 2015 est  un journaliste et dirigeant d'entreprise espagnol qui fut président de l'agence de presse EFE, de 1969 à 1976.

## Biographie
Avant de prendre la tête de l'agence de presse espagnole en 1969, Alejandro Armesto fut le quinzième et dernier directeur du journal franquiste de Madrid Arriba, créé en mars 1935 par José Antonio Primo de Rivera (1903-1936) fondateur de la Phalange espagnole, interdit en mars 1936 et reparu à partir de mars 1939.
Sous sa direction EFE a créé son premier service de nouvelles en anglais et en français. En 1972, il se heurte cependant à l'agence de presse britannique Reuters et aux principaux médias américains privés, qui créent l'Agence Nouvelles de l'Amérique centrale (PAC), basée au Panama.